# Caria tabrenthia
Caria tabrenthia är en fjärilsart som beskrevs av William Schaus 1902. Caria tabrenthia ingår i släktet Caria och familjen Riodinidae. Inga underarter finns listade i Catalogue of Life.